# Capis (fill d'Assàrac)
|  | Aquest article tracta sobre el fill d'Assàrac. Vegeu-ne altres significats a «Capis». |

Capis (en grec antic: Κάπυς) va ser, en la mitologia grega un rei de Troia, fill d'Assàrac. Es va casar amb Temiste que li va donar dos fills, Ilos i Anquises. Aquest segon fill va ser l'últim rei de Dardània i el pare d'Eneas.
Algunes llegendes tardanes parlen d'un company d'Eneas també anomenat Capis, que va fundar la ciutat de Càpua, a la Campània. Però en altres versions s'explicava que Càpua havia estat fundada per un fill d'Eneas, Romus, i que li va donar el nom com a homenatge al seu besavi Capis. De vegades Capis, company d'Eneas, es considera el fundador de la ciutat de Cafies, a l'Arcàdia.
Les tradicions també diuen que Càpua no la va fundar un troià, sinó per un samnita amb el mateix nom. Podria ser que el nom de Càpua fos un derivat d'una paraula etrusca que designava el falcó, i en general, tots aquells que tenen «el dit gros del peu girat cap endins».